# Церква Сходу
Це́рква Схо́ду (сир. ܥܕܬܐ ܕܡܕܢܚܐ ʿĒḏtā d-Maḏenḥā), яку також називають Пе́рською Це́рквою або Не́сторіанською Це́рквою — християнська церква східно-сирійського обряду, що базується у Верхній Месопотамії. Вона була одна з трьох основних частин східного християнства, що виникла з христологічних суперечок V і VI століть, поряд зі східними православними церквами та Східною православною церквою. Розкол 1552 року породив суперницькі патріархати, іноді два, іноді три. З другої половини XX століття три церкви претендують на спадщину Церкви Сходу.
Церква Сходу організувала себе в 410 році як національна церква Сасанійської імперії через Собор Селевкиї-Ктесифон. У 424 р. він проголосив себе незалежним від церковної структури Римської імперії. Церкву Сходу очолював Патріарх Сходу, що сидів у Селевкії-Ктесифоні, продовжуючи лінію, яка, згідно з її традицією, сягала ще до Апостольської ери. Згідно з її традицією, Церква Сходу була заснована апостолом Хомою у І столітті. Її літургійним обрядом був східно-сирійський обряд, який використовує Божественну літургію святих Аддая та Марія.
Церква Сходу, яка входила до складу Великої Церкви, спілкувалась із тими, хто знаходився в Римській імперії, поки Ефеський собор не засудив Несторія в 431 р. Прихильники Несторія знайшли притулок у Сасанідській Персії, де Церква відмовилася засудити Несторія в єресі, яку приписували Несторію. Тому її називали Несторіанською церквою всі інші східні церкви, як халкедонські, так і нехалкедонські, а також західна церква. Політично Перська та Римська імперії воювали між собою, що змусило Церкву Сходу дистанціюватися від церков на римській території. Нещодавно "несторіанський" апелятив був названий "прикрою помилковою назвою" і теологічно неправильним вченням. Сама Церква Сходу почала називати себе несторіанством, вона анафемувала Ефеський собор і у її літургії Несторій згадувався як святий. 
Продовжуючи бути спільнотою дхіммі після завоювання мусульманами Персії (633 – 654), Церква Сходу відіграла важливу роль в історії християнства в Азії. Між 9 та 14 століттями вона представляла найбільшу у світі християнську конфесію з точки зору географічного масштабу. Вона заснувала єпархії та громади, що простягалися від Середземного моря та сучасних Іраку та Ірану, до Індії (християн Св. Хоми), монгольських держав у Середній Азії та Китаю за часів династії Тан (7 - 9 століття). У 13-14 століттях церква пережила останній період експансії за часів Монгольської імперії, де впливова церква східного духовенства сиділа при монгольському дворі.
Ще до того, як Церква Сходу зазнала стрімкого занепаду в області розширення в Центральній Азії в 14 столітті, вона вже втратила позиції на своїй батьківщині. "Величина занепаду вказує на зменшення списку міст в регіоні Персії, де проживають єпископи Церкви Сходу. У 1000 році в цьому списку було 68 міст. До 1238 року їх було 24, а після Тимура Ленга - лише 7 ". Після роздробленості Монгольської імперії зростаючі китайські та ісламські монгольські керівництва витіснили і майже викорінили Церкву Сходу та її послідовників. Після цього Церква Східних єпархій залишалася значною мірою обмеженою Верхньою Месопотамією та християнами Святого Томи на узбережжі Малабару (сучасна Керала, Індія).
Розподіл відбувся в самій церкві, але до 1830 р. залишились два єдині патріархати та окремі церкви: Ассирійська церква Сходу та Халдейська католицька церква (східна католицька церква у спілкуванні зі Святим Престолом). Стародавня Церква Сходу відокремилася від Ассирійської Церкви Сходу в 1968 році. У 2017 році Халдейська католицька церква налічувала приблизно 628 405 членів,  Ассирійська церква Сходу 323 300, тоді як Стародавня Церква Сходу мала 100 000. Це не враховуючи християн св. Хоми, які також роздроблені на кілька різних конфесій, включаючи дві католицькі та кілька інших православних філій.

## Передумови
Декларація Церкви Сходу в 424 р. про незалежність її глави, Патріарха Сходу, якій дев'ять років передував 431 Ефеському собору, який засудив Несторія і заявив, що Марію, матір Ісуса, можна охарактеризувати як Богородицю. Два із загальновизнаних екуменічних соборів були проведені раніше: Перший Нікейський Собор, в якому брав участь перський єпископ, в 325 році, і Перший Константинопольський Собор у 381. Церква Сходу прийняла вчення цих двох соборів, але проігнорував 431 Собор та наступних, вважаючи, що вони стосуються лише патріархатів Римської імперії (Рим, Константинополь, Александрія, Антіохія, Єрусалим), і всі вони були для нього " західним християнством".
Теологічно Церква Сходу прийняла доктрину діофізитів, яка підкреслювала відмінність божественної та людської природи Ісуса.
У 6 столітті і пізніше Церква Сходу значно розширилася, створивши громади в Індії (християни Св. Хоми), серед монголів у Середній Азії та в Китаї, який став домом для процвітаючої громади під династією Тан з 7 - 9 століття. У розквіті між 9-14 століттями Церква Сходу була найбільшою християнською церквою у світі в географічному масштабі; єпархії простягалися від її центральної частини у Верхній Месопотамії до Середземного моря і аж до Китаю, Монголії та Центральної Азії, Анатолія, Аравійський півострів та Індії.
З самого піку географічного масштабу церква вступила в період стрімкого занепаду, який розпочався в XIV столітті, в основному через зовнішній вплив. Китайська династія Мін скинула монголів (1368) і викинула з Китаю християн та інші іноземні впливи, а багато монголів у Середній Азії прийняли іслам. Мусульманський тюрко-монгольський лідер Тимур (1336–1405) майже викорінив решту християн на Близькому Сході. Несторіанське християнство залишалось значною мірою обмеженим громадами у Верхній Месопотамії та Малабарському узбережжі Індійського субконтиненту.
У ранній сучасний період розкол 1552 р. призвів до низки внутрішніх поділів і, зрештою, до розгалуження його на три окремі церкви: Халдейську католицьку церкву у повному спілкуванні зі Латинською церквою та незалежні Ассирійську церкву Сходу та Стародавню Церкву Сходу.

### Опис як несторіанський

Христологічний спектр протягом V – VII століть, що відображає погляди Церкви Сходу (світло-блакитний)

Несторіанство — це христологічна доктрина, яка підкреслює розрізнення людської та божественної натури Ісуса. Це приписувалося Несторію, Константинопольському патріарху з 428 по 431 рік, доктрина якого являла собою кульмінацію філософської течії, розробленої вченими в Антіохійській школі, особливо наставником Несторія Теодором Мопсуестійським, і викликала суперечки, коли публічно кидав виклик використанню титул Богородиці (дослівно "Носій Бога ") для Марії, матері Ісуса. Він стверджував, що Ісус мав дві вільно поєднані природи, божественний Логос та людського Ісуса, і запропонував Христостоко (буквально, "Носій Христа") як більш підходящий альтернативний титул. Його заяви викликали критику з боку інших видатних церковників, зокрема Кирила, Олександрійського патріарха, який брав провідну участь в Ефеському соборі 431 р., який засудив Несторія за єресь і скинув його з посади Патріарха.
Після 431 р. державна влада в Римській імперії придушила несторіанство.
Саме після трохи пізнішого Халкідонського Собору (451 р.) Церква Сходу сформулювала своєрідну теологію. Перша така формулювання була прийнята на Синоді Бет-Лапата в 484 р. Вона була розроблено далі на початку VII століття, коли в першій успішній війні проти Візантійської імперії Сасанідська Перська імперія включала широкі території, заселені західними сирійцями, багато з яких які були прихильниками міафізитської теології Східного Православ'я, яку її опоненти називають "монофізитизмом" (євтихізм), теологічна точка зору найбільше протиставляється несторіанству. Вони отримали підтримку від Хосрова II під впливом його дружини Ширін. Черпаючи натхнення у Теодора Мопсуестійського, Бабай Великий (551-628) виклав, особливо у своїй Книзі Союзу, те, що стало нормативною христологією Церкви Сходу. Він підтвердив, що два qnome (сирійський термін, множина qnoma, що не відповідає точно грецьким φύσις або οὐσία або ὑπόστασις) Христа є незмішаними, але вічно parsopa в його єдиному parsopa (<πρόσωπον prosopon "особа"). Як це траплялося також із грецькими термінами φύσις ( physis ) та ὐπόστασις ( іпостась ), ці сирійські слова іноді сприймали як щось інше, ніж те, що передбачалося; зокрема "два qnome " тлумачився як "дві особи".  Раніше Церква Сходу сприймала певну плинність висловлювань, завжди в рамках теології диофізитів, але зі збором Бабая 612 р., який канонічно санкціонував формулу "двох qnome у Христі", було створено остаточне христологічне розмежування між Церквою Сходу та "західними" церквами Халкідонії.
Справедливість приписання несторіанства Несторію, якого Церква Сходу шанувала як святого, заперечується. Девід Вілмшерст стверджує, що протягом століть "слово" несторіан "використовувалося як термін зловживання тими, хто не схвалював традиційне східно-сирійське богослов'я, як термін гордості багатьох його захисників і як нейтральний та зручний описовий термін іншими. Сьогодні загалом вважається, що цей термін несе стигму". Себастьян П. Брок говорить: "Асоціація між Східною Церквою та Несторієм має дуже слабкий характер, і продовжувати називати цю церкву "несторіанською", з історичної точки зору, є абсолютно оманливим і неправильним - незважаючи на надзвичайно образливий образ і порушення екуменічних добрих манер".
Окрім свого релігійного значення, слово "несторіани" також вживалося в етнічному значенні, як це показує фраза "католицькі несторіанці".

## Організація та структура
На Соборі в Селевкиї-Ктезифоні в 410 р. Церква Сходу була задекларовано на чолі з єпископом перської столиці Селевкиєю-Ктезіфоном, який в актах собору згадувався як Великий або Великий митрополит, і якого незабаром після цього стали називати католикосом Сходу. Пізніше використовувався титул патріарха.
Церква Сходу мала, як і інші церкви, висвячене духовенство за трьома традиційними орденами єпископа, священика (або пресвітера) та диякона. Також, як і інші церкви, він мав єпископську владу: організація по єпархіях, кожна з яких очолювалась єпископом і складалася з кількох окремих парафіяльних громад, які контролювали священики. Єпархії були організовані в провінції під владою митрополичого єпископа. Посада митрополичого єпископа була важливою, що мала додаткові обов'язки та повноваження; канонічно посвятити патріарха могли лише митрополити. Патріарх також відповідає за патріархію.
Протягом більшої частини своєї історії церква мала шість чи близько внутрішніх провінцій. У 410 році вони були перераховані в ієрархічному порядку: Селевкія-Ктесіфон (центральний Ірак), Бет-Лапат (західний Іран), Нісібіс (на кордоні між Туреччиною та Іраком), Прат-де-Майшан (Басра, південний Ірак), Арбела ( Ербіль, Туркестанський регіон Іраку), і Карка де Бет-Слох (Кіркук, північний схід Іраку). Крім того, зростало число зовнішніх провінцій, розташованих далі за межами Сасанідської імперії, а незабаром і за межами імперії. До X століття церква мала від 20 до 30 столичних провінцій. За словами Джона Фостера, у 9 столітті було 25 митрополитів тому числі в Китаї та Індії. Китайські провінції були втрачені в 11 столітті, а в наступні століття інші зовнішні провінції також занепали. Однак у 13 столітті, за часів Монгольської імперії, церква додала дві нові столичні провінції Північного Китаю — Тангут, Катай та Онг.

## Писання
Пешитта, у деяких випадках злегка переглянута і з додаванням відсутніх книг, є стандартною сирійською Біблією для церков у сирійській традиції: Сирійська православна церква, Сирійська католицька церква, Ассирійська церква Сходу, Давня церква Сходу, Халдейська католицька церква, Маронітська церква, Маланкарська православна сирійська церква, Сиро-Малабарська католицька церква та Сиро-Маланкарська католицька церква.
Старий Завіт Пешитти був перекладений з івриту, хоча дата та обставини цього не зовсім зрозумілі. Можливо, перекладачами були євреї, що говорять на сирійській, або ранні євреї, які прийняли християнство. Можливо, переклад робився окремо для різних текстів, і вся робота, мабуть, була виконана до другого століття. Більшість второканонічних книг Старого Завіту знайдено сирійською мовою, а Мудрість Сираха, як вважають, перекладена з івриту, а не з Септуагінти.
Новий Завіт Пешитти, який спочатку виключав деякі спірні книги (Друге послання Петра, Друге послання Івана, Третє послання Івана, Послання Іуди, Книга Одкровення), стало стандартом на початку V століття.

## Іконопис
У XIX столітті часто говорили, що Церква Сходу виступає проти будь-яких релігійних образів. Культ образу ніколи не був таким сильним у сирійських церквах, як у Православній церкві, але вони справді були присутні в традиціях Церкви Сходу. З часом опозиція до релігійних образів стала нормою завдяки зростанню ісламу в регіоні, який забороняв будь-які типи зображень святих та біблійних пророків. Таким чином, Церква була змушена позбутися ікон.
Існують як літературні, так і археологічні докази наявності зображень у церкві. Пишучи в 1248 р. Із Самарканду, офіційний вірменський запис завітав до місцевої церкви та побачив образ Христа та волхвів. Окрім посилань, є картина несторіанської християнської фігури, яку виявив Орел Штейн у бібліотечній печері печер Мо-као в 1908 р., ймовірно, є зображенням Христа.
Ілюстрована книга Несторіанського євангелія від Пешитти XIII століття, написана в Естранжелі з північної Месопотамії або Тур Абдіна, яка в даний час знаходиться у Державній бібліотеці Берліна, доводить, що в 13 столітті Церква Сходу ще не була еніконічною. Інший рукопис Несторіанського Євангелія, що зберігається у Національній бібліотеці Франції, містить ілюстрацію, яка зображує Ісуса Христа у колі кільчастого хреста, оточеного чотирма ангелами. Три сирійські рукописи початку 19 століття або раніше - вони були опубліковані у збірнику "Книга захисту" Германом Голланцем у 1912 році - містять деякі ілюстрації, що не мають великої художньої цінності, що свідчать про те, що використання зображень тривало.

Чоловіча ліпнина в натуральну величину, виявлена в церкві кінця VI століття в Селевкії-Ктесифоні, під якою були знайдені залишки попередньої церкви, також показує, що Церква Сходу використовувала образні зображення.

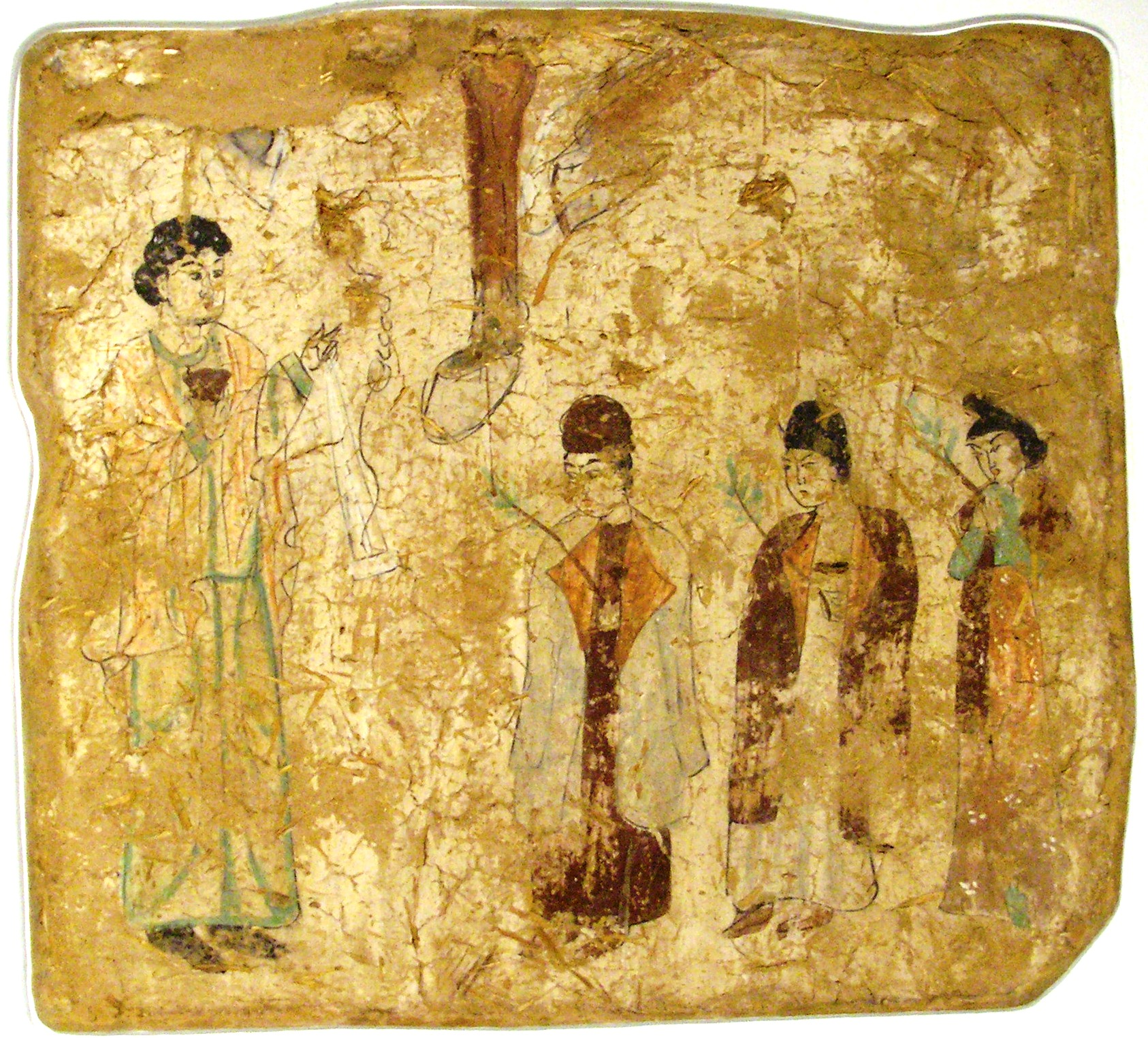
Хресна хода Вербної неділі несторіанського духовенства на настінному живописі VII або VIII століття з несторіанської церкви в Тан Китаї
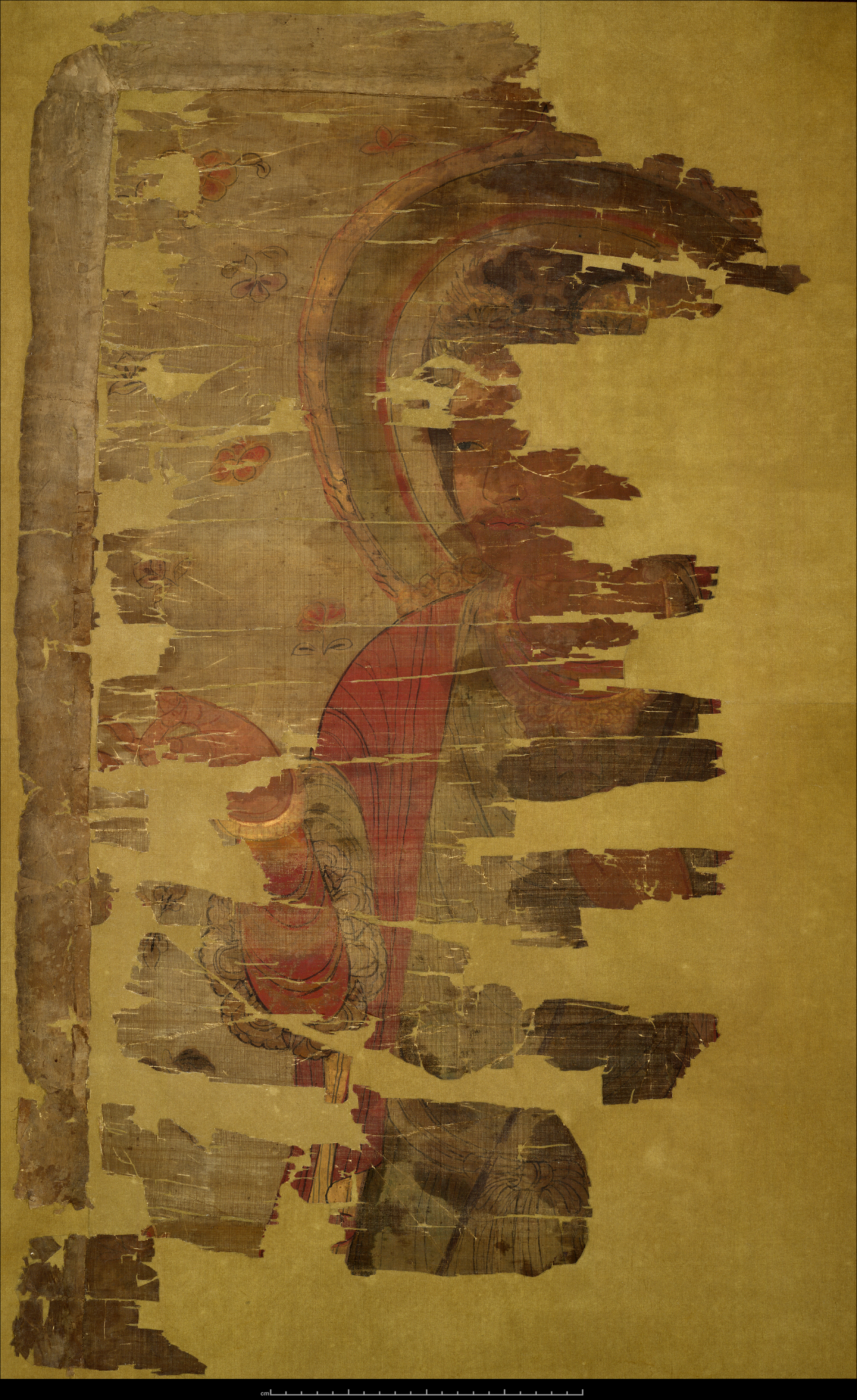
Фрагмент несторіанської християнської фігури, шовкова картина кінця IX століття, що зберігається в Британському музеї.
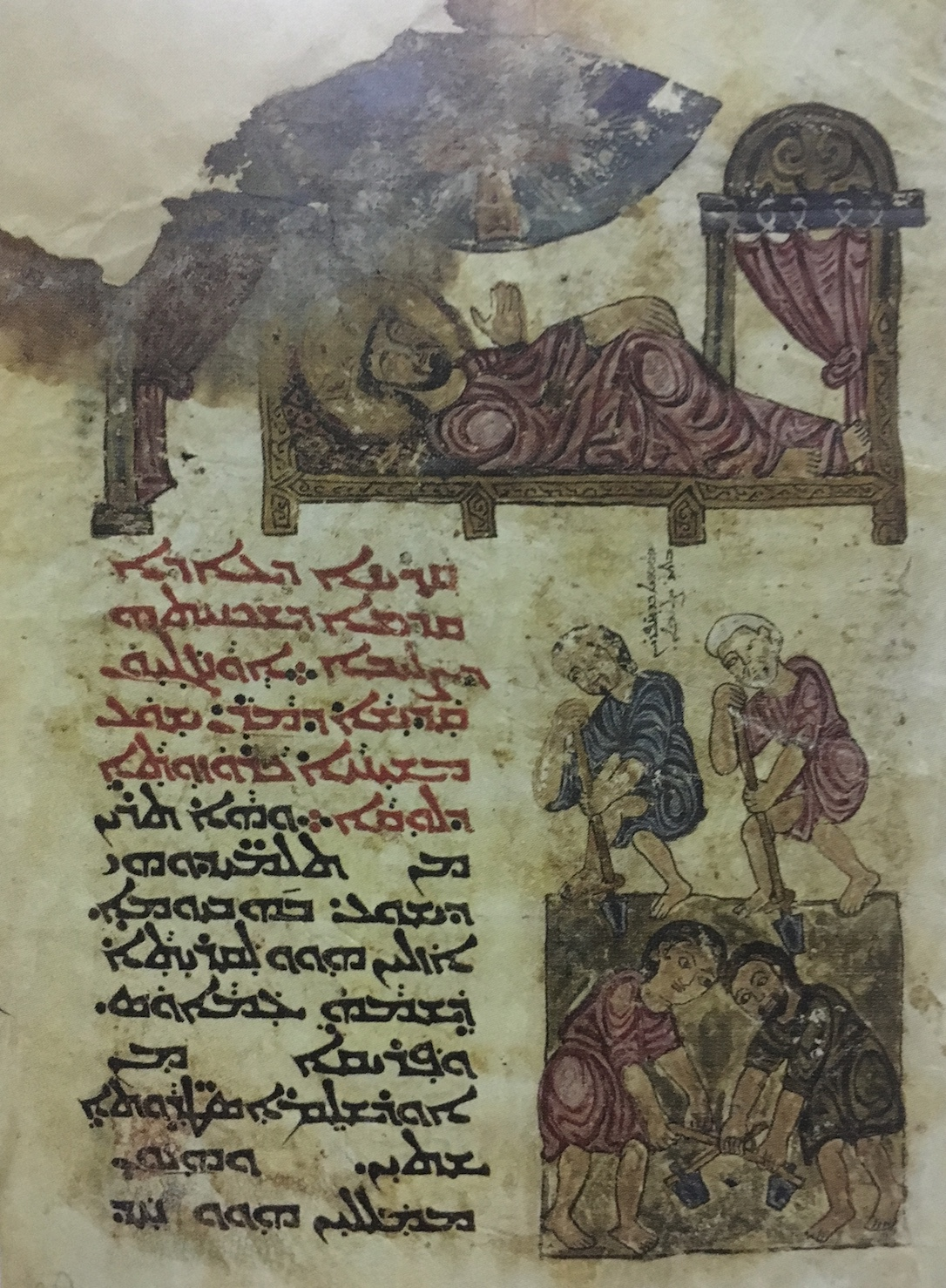
Свято Відкриття Хреста з книги несторіанського євангелія Пешитта 13-го століття, написаної на естрангелі, що зберігається в SBB.
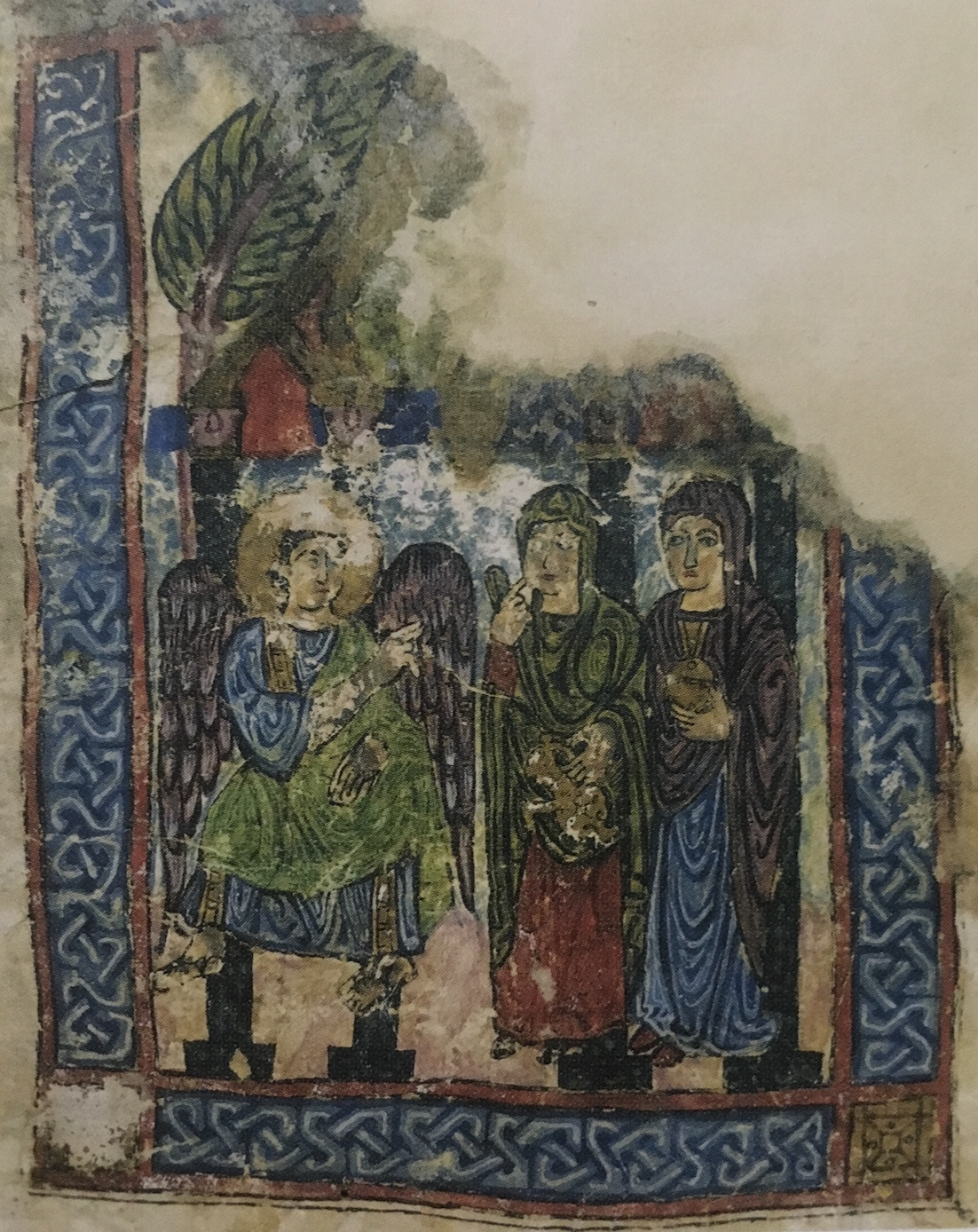
Ангел сповіщає про воскресіння Христа Марії та Марії Магдалині з Несторіанського Євангелія від Пешитти.
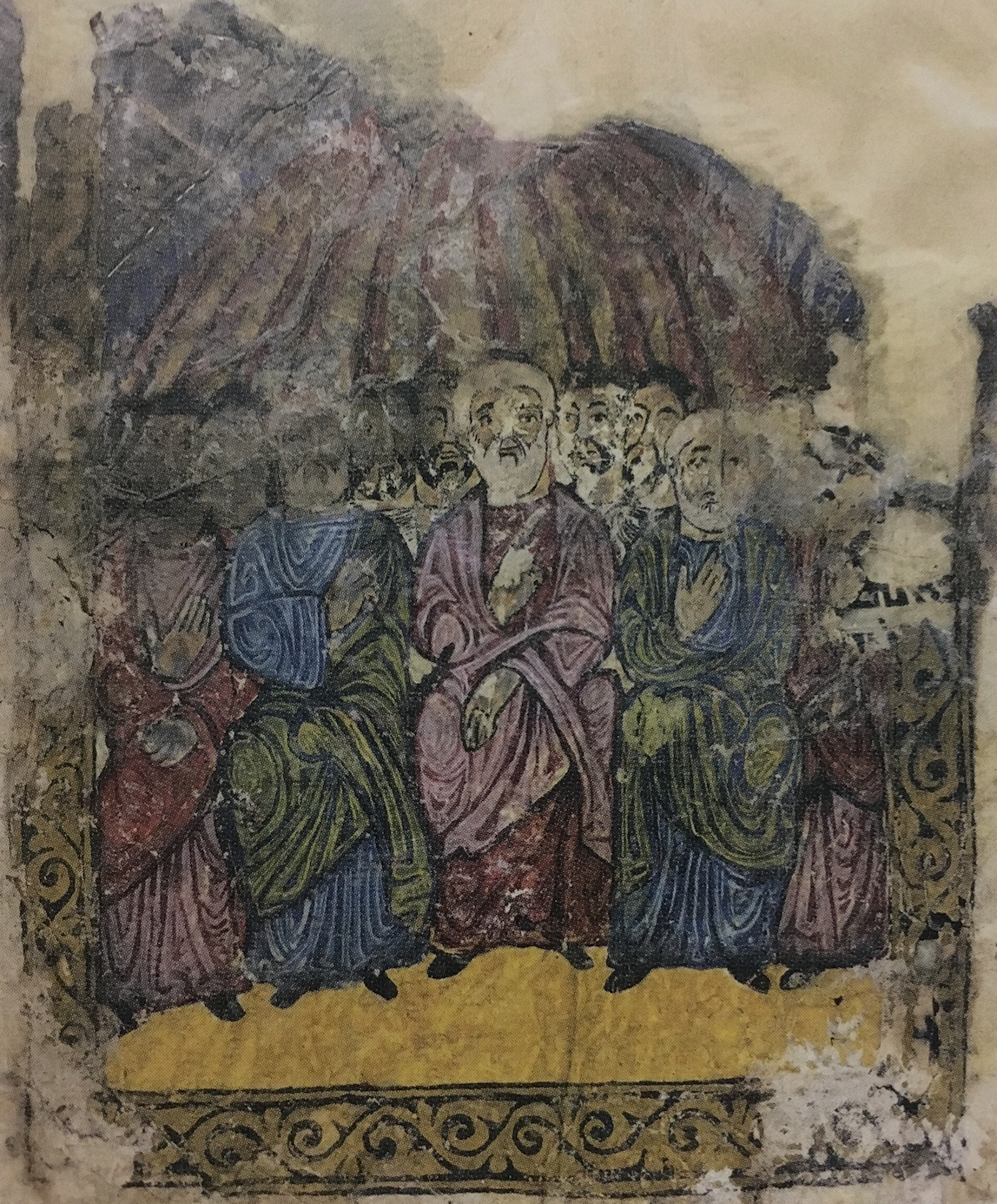
Дванадцять апостолів зібралися навколо Петра в П'ятидесятницю, з Несторіанського Євангелія Пешитта.
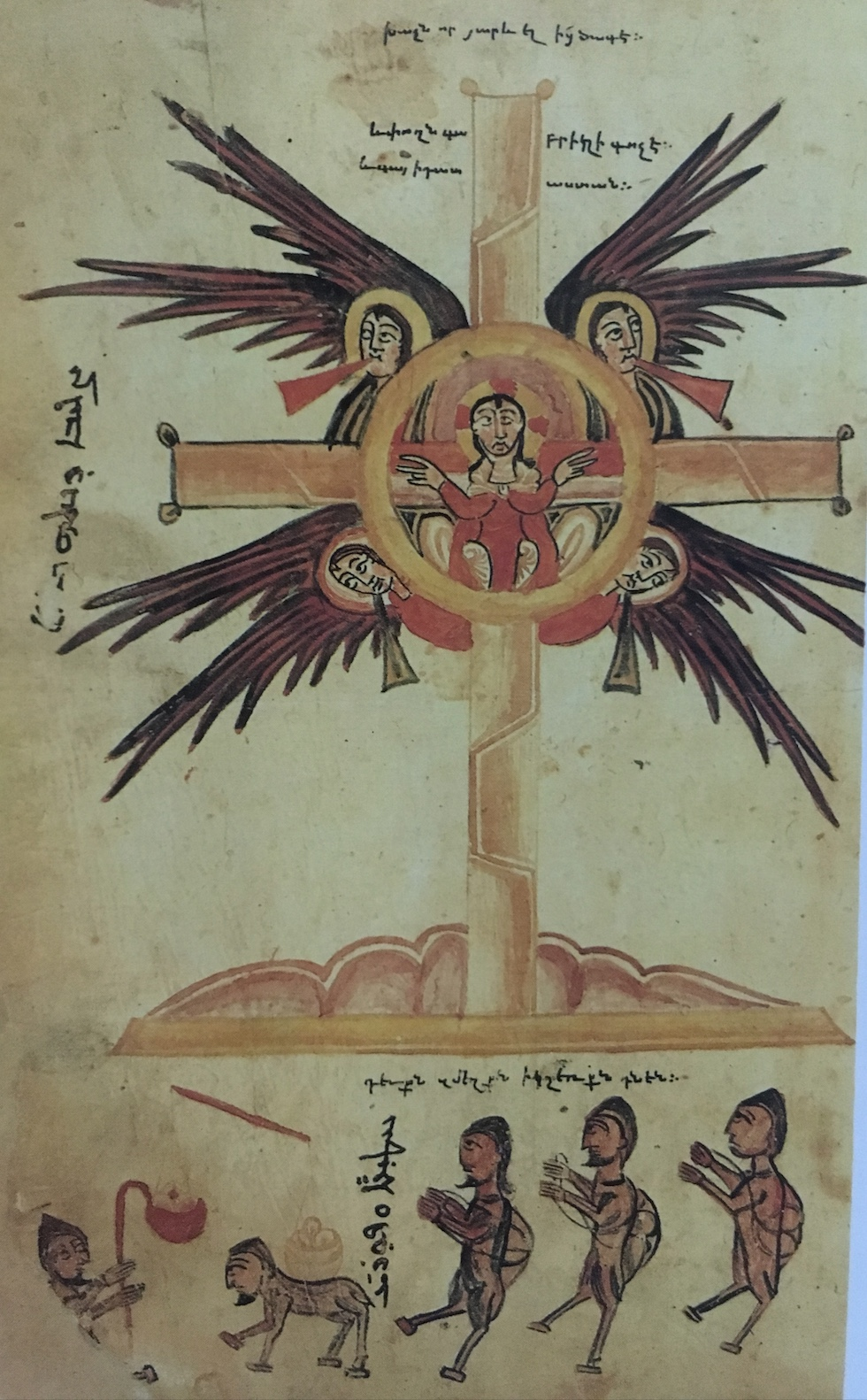
Ілюстрація з Несторіанського Євангеліона, рукопису сирійського євангелія, що зберігається в BnF.
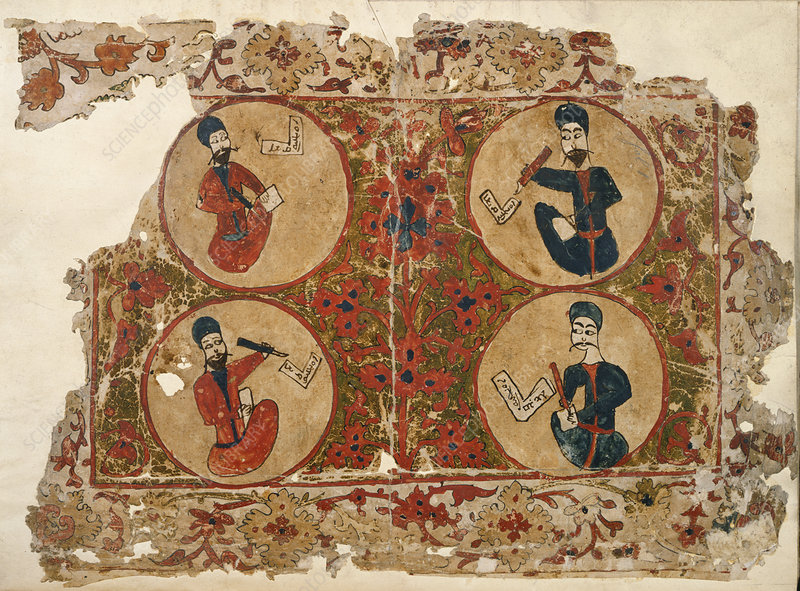
Портрети чотирьох євангелістів, з євангельського лекціону згідно з несторіанським використанням. Мосул, Ірак, 1499.
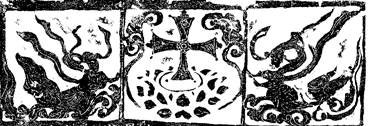
Деталь натирання несторіанського стовпа з Писань, виявленого в Лоян. 9 століття.
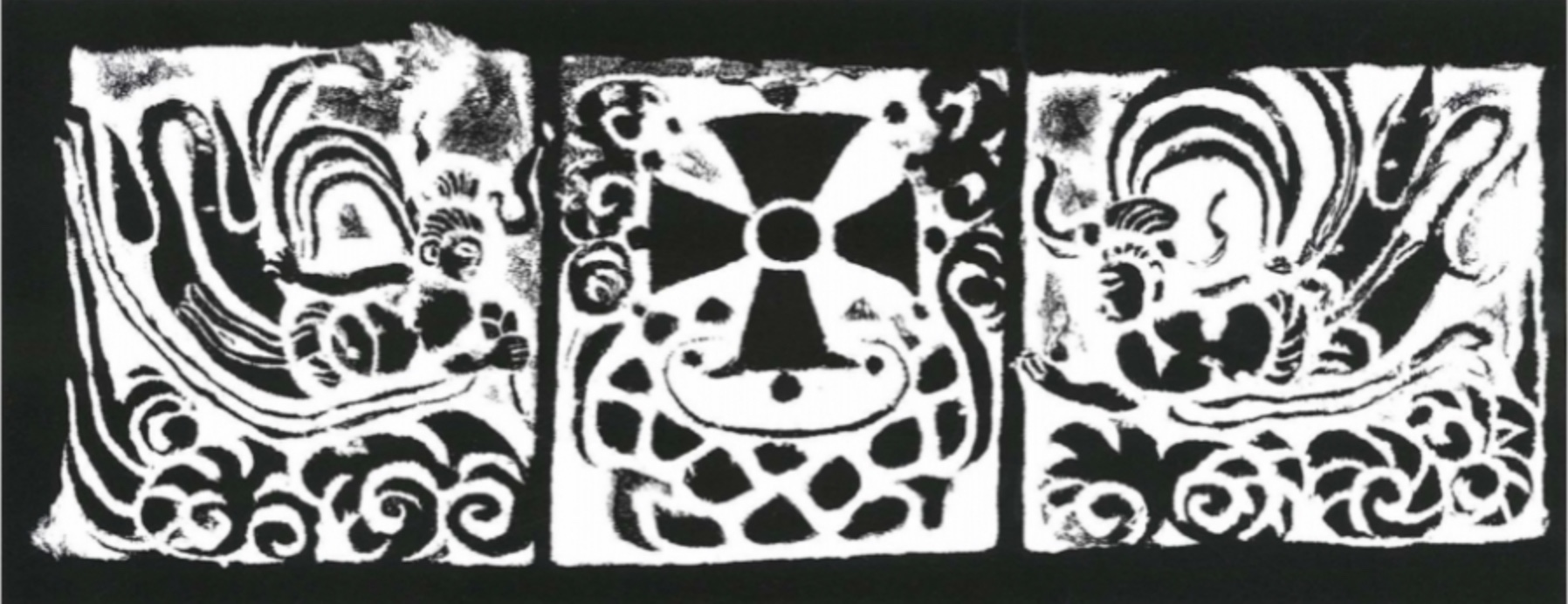
Деталь натирання несторіанського стовпа з Писань, виявленого в Лоян. 9 століття.
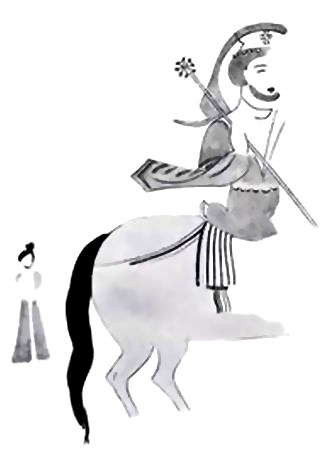
Малюнок вершника ( В'їзд в Єрусалим ), загублена настінна картина з несторіанської церкви в Хочо, 9 століття.
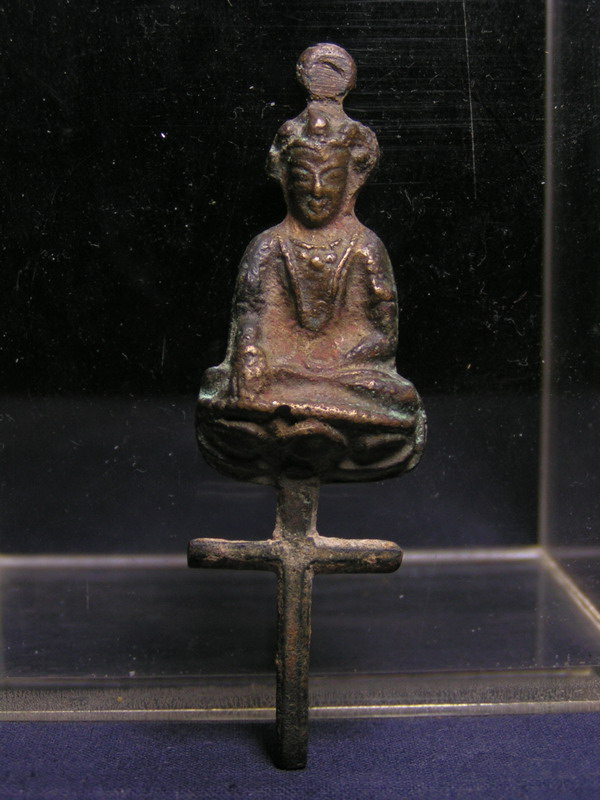
Несторіанська християнська реліквія (статуетка) з Імперського Китаю
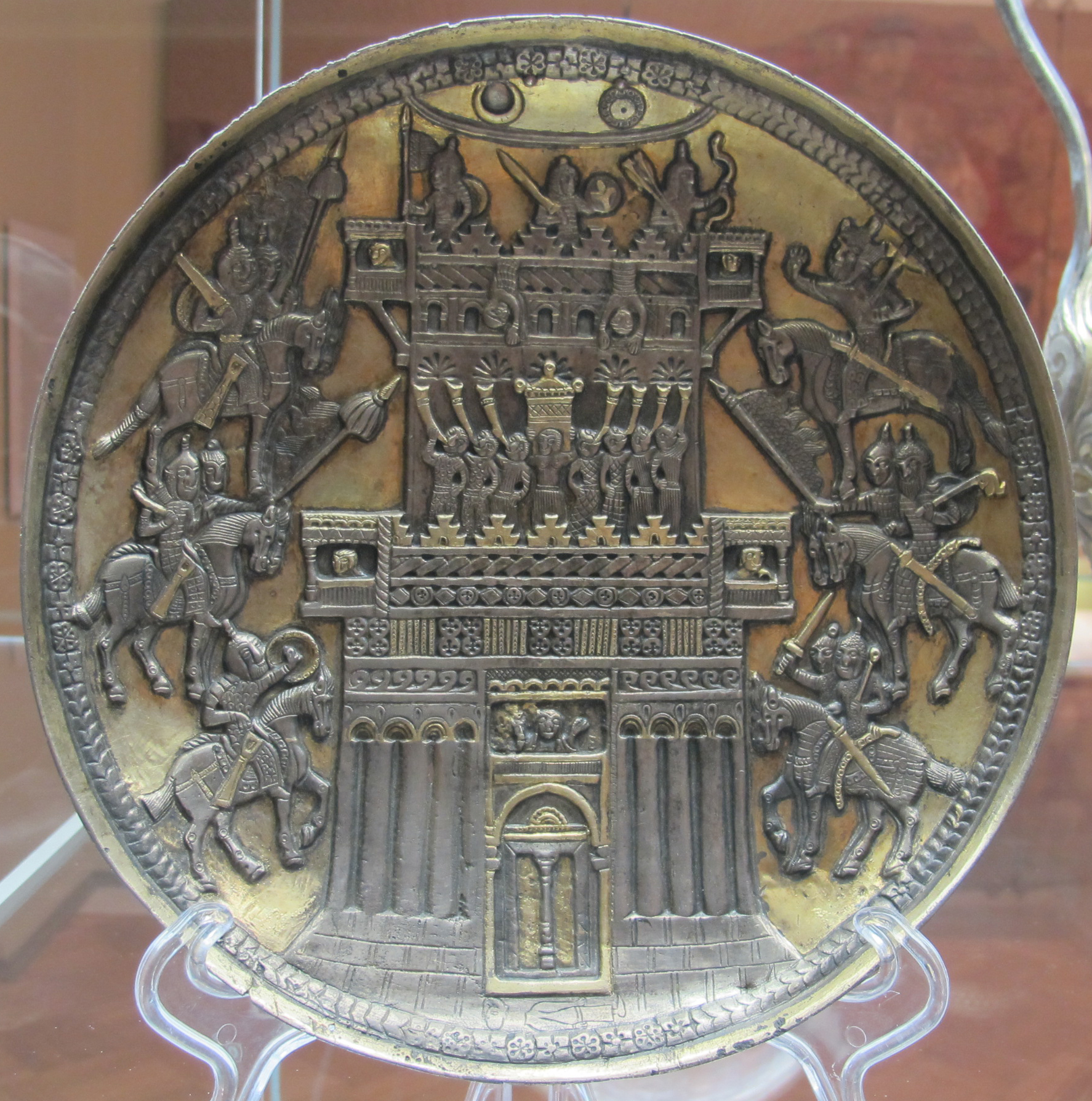
Тарілка Анікова, що показує облогу Єрихону. Ймовірно, це було зроблено в согдійській несторіанській християнській громаді, розташованій у Семиріччі

## Рання історія
Незважаючи на те, що несторіанська громада вела свою історію з 1 століття нашої ери, Церква Сходу вперше досягла офіційного державного визнання від Сасанідської імперії в 4 столітті при вступі Яздегерда I (царював 399-420) на трон Сасанідської імперії. У 410 р. Синод Селевки-Ктесифон, що відбувся в столиці Сасанідської імперії, дозволив провідним єпископам церкви обрати офіційного католикоса (предстоятеля). Католикос Ісаак повинен був керувати ассирійською християнською громадою і відповідати від її імені сасанідському імператору.
Під тиском сасанідського імператора Церква Сходу прагнула дедалі більше дистанціюватися від Грецької православної церкви (на той час відома як церква Східної Римської імперії). Тому в 424 р. Єпископи Сасанідської імперії зібрались на соборі під проводом Католикоса Дадішоу (421–456) і вирішили, що відтепер вони не будуть передавати дисциплінарні чи богословські проблеми жодній зовнішній владі, а особливо жодному єпископу або церковному собору Римської імперії.
Таким чином, Месопотамські церкви не посилали представників до різних церковних соборів, у яких брали участь представники "Західної церкви". Відповідно, керівники Церкви Сходу не відчували зв’язку з будь-якими рішеннями того, що вважалося Римськими імператорськими соборами. Незважаючи на це, Символ віри та канони Першого Нікейського собору 325 року, що підтверджують повну божественність Христа, були офіційно прийняті на Соборі в Селевкії-Ктесифоні в 410 році. Церковне розуміння терміну іпостась відрізняється від визначення терміну, запропонованого на Халкідонському соборі 451 р. з цієї причини Ассирійська церква ніколи не схвалювала халкідонського визначення.
Теологічна суперечка, що послідувала за Ефеським собором у 431 році, стала переломним моментом в історії християнської церкви. Собор засудив як єресь христологію Несторія, небажання якої присвоїти Діві Марії титул Богородиці було взято як свідчення того, що він вважав, що присутні дві окремі особи (на відміну від двох об'єднаних натур) всередині Христа.
Сасанідський імператор, ворожий візантійцям, побачив можливість забезпечити лояльність своїх християнських підданих і підтримав несторіанський розкол. Імператор вжив заходів, щоб закріпити першість несторіанців у межах Ассирійської церкви Сходу, надавши її членам захист і проримсько-католикос Бабовай у 484 році був замінений несторіанським єпископом Нісібіса Барсаумою. Католикос-патріарх Бабай (497–503) підтвердив зв’язок Ассирійської церкви з несторіанством.

### Парфянський і сасанідський періоди
Християни вже створювали громади в Месопотамії ще в 1 столітті за часів Парфянської імперії. У 266 році область була анексована сасанідською імперією (перетворившись на провінцію Асрістан), а у Верхній Месопотамії, Еламі та Фарсі існували значні християнські громади. Церква Сходу вела свої витоки зрештою з євангельської діяльності Тадея Едеського, Марія та апостола Хоми. Керівництво та структура залишалися дезорганізованими до 315 р., коли Папа-бар Аггей (310–329), єпископ Селевкії - Ктесифону, наклав першість своєму престолу над іншими єпископатами Месопотамії та Персії, які були згруповані під Собор Селевкії-Ктесифону; Папа взяв титул католикоса Сходу, або загальнолюдського лідера. Ця посада отримала додатковий титул в 410 році, ставши Католикосом і Патріархом Сходу.
Ці ранньохристиянські громади в Месопотамії, Еламі та Фарсі були підкріплені в IV і V століттях масштабними депортаціями християн зі східної Римської імперії. Однак Перська церква зазнала кількох серйозних переслідувань, зокрема під час правління Шапура II (339–79), із боку зороастрійської більшості, яка звинуватила її в римських схильностях. Шапур II намагався демонтувати структуру соборного відомства і вбив деяких ієрархів, включаючи католикоса Симеона Бар Саббае (341), Шахдост (342) і Барбашмін (346). Після цього офіс Католикоса залишався вакантним майже 20 років (346–363). У 363 р. за умовами мирного договору Нісібіс був переданий персам, внаслідок чого сирійський Ефрем у супроводі ряду вчителів покинув школу Нісібіса до Едеси, що все ще знаходилася на римській території. Церква значно зросла протягом сасанідського періоду, але тиск переслідування змусив Католикоса Дадішо I у 424 р. скликати Синод Маркабти в Селевкії та проголосити Католикоса незалежним від "західних Отців".
Тим часом у Римській імперії несторіанський розкол призвів до переселення багатьох прихильників Несторія до Сасанідської імперії, головним чином навколо богословської школи Нісібіса. Перська церква дедалі більше приєднувалася до несторіанців - міра, яку заохочував зороастрійський правлячий клас. Протягом наступних десятиліть церква дедалі більше стала несторіанською в доктрині, поглиблюючи розділення між римським та несторіанським християнством. У 484 р. Митрополит Нісібіс, Барсаума, скликав Синод Бет-Лапата, де публічно прийняв наставника Несторія Теодора Мопсуестійського як духовний авторитет. У 489 році, коли школа Едеси в Месопотамії була закрита візантійським імператором Зеноном за її несторіанські вчення, школа переїхала до свого первісного дому Нісібіс, перетворившись знову на Школу Нісібісу, що призвело до хвилі несторіанської імміграції в Сасанійську імперію. Східний патріарх Мар Бабай I (497–502) повторив і розширив стан своїх попередників до Феодора, закріпивши прийняття церквою несторіанства.

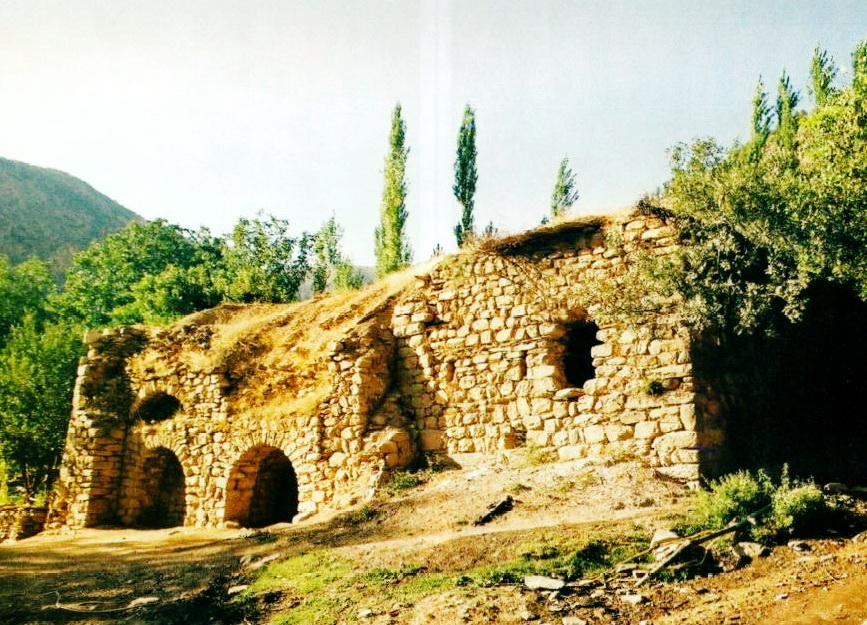
Несторіанська церква VI століття, св. Іоанна Араба, в ассирійському селі Герамон.

Зараз міцно створена в Перській імперії з центрами в Нісібісі, Ктесіфоні та Гундешапурі, а також кілька столичних церков, Церква Сходу почала розгалужуватися за межі Сасанідської імперії. Однак у 6 столітті церква часто зазнавала внутрішніх суперечок та переслідувань із боку зороастрійців. Міжусобиці призвели до розколу, який тривав з 521 р. до приблизно 539 р., коли питання були вирішені. Однак відразу після цього візантійсько-перський конфлікт призвів до нових переслідувань церкви сасанідським імператором Хосровом I; це закінчилося в 545 році. Церква пережила ці випробування під керівництвом патріарха Аба I, який прийняв християнство із зороастризму.
До кінця V століття і середини VI територія, яку займала Церква Сходу, включала "всі країни на схід і ті, що розташовані безпосередньо на захід від Євфрату", включаючи Сасанійську імперію, Аравійський півострів, Сокотра, Месопотамія, Медіа, Бактрія, Гірканія та Індія; а також, можливо, також до місць, що називаються Калліана, Мале та Сіледіва (Цейлон). Під патріархом в ієрархії було дев'ять митрополитів, а духовенство було зафіксовано серед гунів, в Персарменії, Медіа та на острові Діоскоріс в Індійському океані.
Церква Сходу також процвітала в королівстві Лахмідів до ісламського завоювання, особливо після правителя аль-Нуман III ібн аль-Мундхір.

### Ісламське правління

Церковні провінції Церкви Сходу X ст

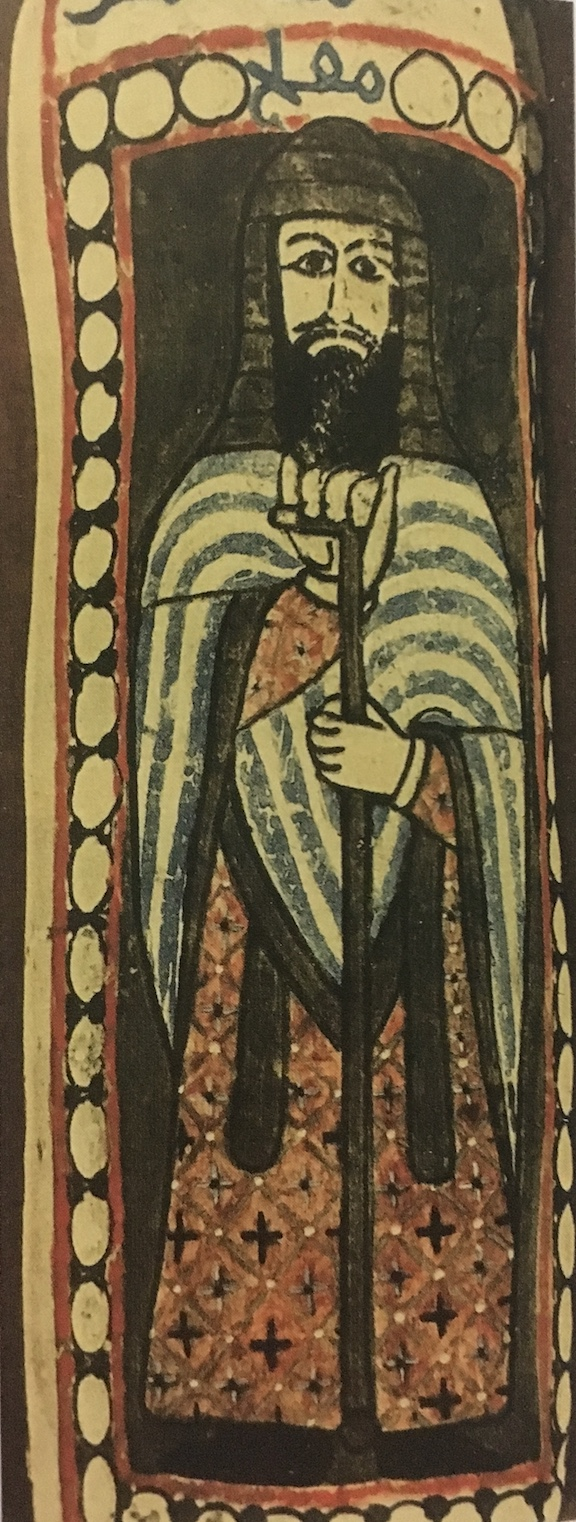
Фреска 9-го століття священнослужителя Церкви Сходу із палацу Аль-Мухтар в Самаррі, Ірак.

Після того, як Сасанідська імперія була завойована арабами-мусульманами в 644 році, нещодавно створений халіфат Рашидун визначив Церкву Сходу офіційною групою меншин дхіммі, очолюваною Східним Патріархом. Як і для всіх інших християнських та єврейських груп, яким надано такий самий статус, церква була обмежена в межах Халіфату, але також мала певний захист. Несторіанцям було заборонено прозелитизувати або намагатися навернути мусульман, але їхнім місіонерам було надано вільну руку, і вони посилили місіонерські зусилля далі. Місіонери створили в Індії єпархії (християни Св. Хоми). Вони досягли певного прогресу в Єгипті, незважаючи на сильну присутність там монофізитів, і вони увійшли до Середньої Азії, де мали значний успіх, перетворивши місцевих татар. Несторіанські місіонери міцно утвердилися в Китаї на початку династії Тан (618–907); китайське джерело, відоме як "Несторіанська стела", описує місію під керівництвом прозеліта на ім'я Алопен як введення несторіанського християнства до Китаю в 635 році. У VII столітті церква виросла до двох несторіанських архієпископів і понад 20 єпископів на схід від іранського кордону річка Оксус.
Патріарх Тимофій I (780–823), сучасник халіфа Харуна аль-Рашида, особливо зацікавився місіонерською експансією Церкви Сходу. До X століття Церква Сходу мала ряд єпархій, що простягалися від територій Халіфату до Індії та Китаю.
Несторіанські християни зробили значний внесок в ісламські халіфати Омеяда та Аббасида, особливо у перекладі творів давньогрецьких філософів на сирійську та арабську мови. Несторіанці зробили власний внесок у філософію, науку (такі як Хунайн ібн Ісхак, Куста ібн Лука, Масавай, Патріарх Євтихій, Джабріль ібн Бухтішу) та теологію (такі як Татіан, Бар Дайсан, Бабай Великий, Несторій, Тома-бар) Якуб ). Особистими лікарями халіфів Аббасидів часто були асирійські християни, такі як тривала служба династії Бухтішу.

## Розширення

Церква Сходу у своєму найбільшому масштабі в середні віки.

Після розколу із Західним світом та синтезу з несторіанством Церква Сходу швидко розширювалася завдяки місіонерським роботам у середньовічний період. У період між 500 і 1400 роками географічний горизонт Церкви Сходу сягав далеко за межі її центральної частини сучасної північної частини Іраку, північно-східної Сирії та південно-східної Туреччини. Громади виникли по всій Центральній Азії, і місіонери з Ассирії та Месопотамії перенесли християнську віру аж до Китаю, головним показником їх місіонерської діяльності була Несторіанська стела, християнська табличка, написана китайським письмом, знайдена в Китаї, датована 781 р.. Однак їх найважливішим наверненням стали християни Святого Хоми з узбережжя Малабара в Індії, які врятувались від руйнування церкви Тимуром наприкінці XIV століття, і більшість із яких сьогодні складають найбільшу групу, яка зараз використовувати літургію Церкви Сходу, на батьківщині якої перебуває близько 4 мільйонів прихильників, незважаючи на перехід 17-го століття до західно-сирійського обряду Сирійської православної церкви. Традиція вважала, що християни Св. Хоми були навернені Св. Хомою, і до кінця середньовічного періоду вони спілкувались із Східною Церквою.

### Індія
Християнська громада Святого Хоми в Кералі, яка, згідно з традицією, веде своє походження від євангелізаційних зусиль апостола Хоми, тривалий час спілкувалася із Східною Церквою. Найбільш рання відома організована християнська присутність у Кералі датується 295/300 рр., коли в регіоні оселились несторіанські християнські поселенці та місіонери з Персії на чолі з єпископом Давидом Басрським. Християни Св. Хоми традиційно приписують місію Хоми Канського, несторіанця з Близького Сходу, подальшому розширенню своєї громади. Принаймні з початку 4 століття Патріарх Церкви Сходу забезпечував християн святого Хоми духовенством, святими текстами та церковною інфраструктурою. І близько 650 патріарх Ішояхб III зміцнив юрисдикцію церкви в Індії. У 8 столітті патріарх Тимофій I організував громаду як Церковну провінцію Індії, одну з зовнішніх провінцій церкви. Після цього провінцію Індії очолив столичний єпископ, забезпечений Персією, який наглядав за різною кількістю єпископів, а також корінним архідияконом, який мав владу над духовенством, а також володів великою кількістю світської влади. Митрополичий престол, ймовірно, знаходився в Кранганорі, або (можливо, номінально) в Мілапорі.
У 12 столітті індійське несторіанство залучило західну уяву до постаті Пресвітер Йоан, нібито несторіанського правителя Індії, який обіймав посади і правителя, і священика. Географічно віддалена Малабарська церква пережила розпад несторіанської ієрархії в інших місцях, проіснувавши до 16 століття, коли португальці прибули до Індії. Спочатку португальці прийняли несторіанську секту, але до кінця століття вони вирішили активно привести християн Святого Томи до повного спілкування з Римом за латинським обрядом. Вони встановили португальських єпископів над місцевими катедрами та внесли літургійні зміни відповідно до латинської практики. У 1599 році Діамперський синод, керований архієпископом Гоа Алейшо де Менезесом, призвів до повстання серед християн Святого Хоми. Більшість із них порвали з католицькою церквою і пообіцяли ніколи не підкорятися португальцям у клятві на хресті Кунан 1653 року. У 1661 р. Папа Олександр VII відповів, пославши делегацію кармелітів на чолі з халдейськими католиками, щоб відновити східно-сирійські обряди під східно-католицькою ієрархією. До наступного року 84 із 116 громад повернулись, утворивши Сиро-Малабарську католицьку церкву. Решта, яка стала відомою як Маланкарська церква, незабаром увійшла до спілкування з Сирійською православною церквою. Церква Маланкари також створила Сиро-Маланкарську католицьку церкву.

### Китай

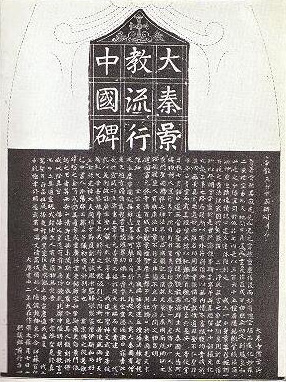
Несторіанська стела, створена в 781 році, описує введення несторіанського християнства в Китаї

Християнство досягло Китаю до 635 року, і його реліквії все ще можна побачити в таких китайських містах, як Сіань. Несторіанська стела, створена 7 січня 781 року у тодішній столиці Чан'аня, пояснює введення християнства місією під керівництвом перського священнослужителя на ім'я Алопен у 635 р. за часів правління імператора Лі Шиміня за часів династії Тан. Напис на стелі несторіанского, чия датування формула згадує патріарх Hnanisho <i about="#mwt310" data-cx="[{&quot;adapted&quot;:true,&quot;partial&quot;:false,&quot;targetExists&quot;:true}]" data-mw="{&quot;parts&quot;:[{&quot;template&quot;:{&quot;target&quot;:{&quot;wt&quot;:&quot;Transl&quot;,&quot;href&quot;:&quot;./Шаблон:Transl&quot;},&quot;params&quot;:{&quot;1&quot;:{&quot;wt&quot;:&quot;ar&quot;},&quot;2&quot;:{&quot;wt&quot;:&quot;DIN&quot;},&quot;3&quot;:{&quot;wt&quot;:&quot;ʿ&quot;}},&quot;i&quot;:0}}]}" data-ve-no-generated-contents="true" id="mwAww" lang="ar-Latn" title="DIN 31635 Arabic (Arabic language) transliteration" typeof="mw:Transclusion">ʿ</i> (773-80), дає імена кількох видних християн в Китаї, в тому числі митрополит Адам, єпископ Yohannan, «країна-єпископів» Яздбузид та Саргіс та архідиякони Гігой з Хумдану (Чан'ань) та Гавриїл із Сарагу (Лоян). Також вказані імена близько сімдесяти ченців.
Несторіанське християнство процвітало в Китаї приблизно 200 років, але потім зазнало переслідувань з боку імператора Вудзуна (царював у 840–846). Він придушив усі іноземні релігії, включаючи буддизм та християнство, у результаті чого церква різко занепала в Китаї. Через кілька десятиліть сирійський чернець, який відвідав Китай, описав багато церков у руїнах. Церква зникла з Китаю на початку 10 століття, що збіглося з розпадом династії Тан і суєтою наступних років (П'ять династій і Десять царств).
Християнство в Китаї зазнало значного пожвавлення під час створеної монголами династії Юань, створеної після того, як монголи завоювали Китай у 13 столітті. Марко Поло в 13 столітті та інші середньовічні західні письменники описали багато несторіанських спільнот, що залишилися в Китаї та Монголії; однак вони явно не були такими жвавими, як були за часів Тан.

### Монголія та Середня Азія

Монгольські племена, які прийняли сирійське християнство бл. 600 - 1400

Церква Сходу переживала останній період експансії за часів монголів. Кілька монгольських племен вже були перетворені несторіанськими місіонерами в VII столітті, і тому християнство мало великий вплив в Монгольській імперії. Чингісхан був шаманістом, але його сини забрали християнських дружин з могутнього клану Кераїт, як і їх сини по черзі. Під час правління Мунке, несторіанське християнство було основним релігійним впливом в Імперії, і це також передалося підконтрольному Монголії Китаю під час династії Юань. Саме в цей момент, наприкінці 13 століття, Церква Сходу досягла свого найбільшого географічного охоплення. Але монгольська влада вже слабшала, коли Імперія розчинилася у громадянській війні; і він досяг переломного моменту в 1295 році, коли Газан, монгольський правитель Ілханату, офіційно прийняв іслам, зайнявши трон.

### Єрусалим та Кіпр
Раббан Бар Соума спочатку задумував свою подорож на Захід як паломництво до Єрусалиму, тому не виключено, що в місті була несторіанська присутність приблизно 1300. Безумовно, була відома несторіанська присутність при Гробі Господньому з 1348 по 1575 роки, як свідчать сучасні францисканські розповіді. У Фамагусті на Кіпрі незадовго до 1300 року була створена несторіанська громада, і для них була побудована церква приблизно 1339.

### Занепад
Розширення супроводжувалось спадом. У 1000 році було 68 міст, де жили єпископи Церкви Сходу. у 1238 році їх було лише 24, а при смерті Тимура в 1405 році - лише сім. Результатом приблизно 20 років правління Олджейту, правителя Ільханату з 1304 по 1316 рік, і меншою мірою за його попередника було те, що загальна кількість єпархій та парафій була ще більше зменшена.
Коли Тимур, тюрко-монгольський лідер імперії Тимуридів, відомий також як Тамерлан, прийшов до влади в 1370 році, він взяв курс на очищення своїх земель від немусульман. Він знищив християнство в Центральній Азії. Церква Сходу "жила лише в горах Курдистану та в Індії". Таким чином, за винятком християн святого Хоми на узбережжі Малабару, церква Сходу обмежувалося області і навколо грубого трикутника, утвореного Мосулі та озер Ван і Урмія, в тому числі Посеред (сучасний Діярбакир), Мердін (сучасний Мардін) та Едеса на заході, Сальмас на сході, Хаккарі та Харран на півночі, а також Мосул, Кіркук та Арбела (сучасний Ербіль) на півдні - регіон, що включає, на сучасних картах, північний Ірак, південно-східну Туреччину, північно-східна Сирія та північно-західна окраїна Ірану. Невеликі несторіанські громади були розташовані далі на захід, зокрема в Єрусалимі та на Кіпрі, але малабарські християни Індії представляли єдине значне виживання колись процвітаючих зовнішніх провінцій Церкви Сходу.
Повне зникнення несторіанських єпархій у Середній Азії, ймовірно, випливало із поєднання переслідувань, хвороб та ізоляції: «те, що пережило монголів, не пережило Чорної смерті XIV століття». У багатьох районах Середньої Азії християнство вимерло за десятки років до походів Тимура. Збережені дані з Середньої Азії, включаючи велику кількість датованих могил, вказують на те, що криза для Церкви Сходу сталася в 1340-х, а не в 1390-х роках. Кілька сучасних спостерігачів, зокрема посланник Папи Джованні де Маріньоллі, згадують про вбивство латинського єпископа в 1339 або 1340 рр. мусульманським натовпом в місті Алмалік, головне місто Тангута, та примусове навернення християн міста в іслам. Надгробки на двох східносирійських цвинтарах у Монголії датуються 1342 роком, деякі згадують про смерть під час спалаху Чорної смерті в 1338 році. У Китаї останні згадування про несторіанських та латинських християн датуються 1350-ми роками, незадовго до заміни монгольської династії Юань на ксенофобську династію Мін і, як наслідок, самоізоляція Китаю від іноземного впливу, включаючи християнство.

## Розколи
З середини 16 століття та протягом наступних двох століть на Церкву Сходу впливали кілька внутрішніх розколів. Деякі з цих розколів були спричинені людьми чи групами, які вирішили прийняти унію з католицькою церквою. Незважаючи на багато внутрішніх викликів та зовнішніх труднощів (політичний гніт з боку османської влади та часті переслідування з боку місцевих нехристиян), традиційним філіям Церкви Сходу вдалося пережити той бурхливий період і врешті-решт консолідуватися в XIX столітті в Ассирійську церкву Сходу. У той же час, після багатьох подібних труднощів, групи, об'єднані з католицькою церквою, остаточно об'єдналися в Халдейську католицьку церкву.
1. ↑  Традиційна західна історіографія Церкви датувала своє заснування Ефеський собор 431 року та наступний "несторіанський розкол". Однак Церква Сходу вже існувала як окрема організація в 431 році, і ім'я Несторія не згадується в жодному акті церковних синодів до VII століття.[2] Християнські громади, ізольовані від церкви в Римській імперії, ймовірно, вже існували в Персії з 2 століття.[3] Незалежна церковна ієрархія Церкви склалася протягом IV століття,[4] і вона досягла своєї повноцінної інституційної ідентичности заснуванням офіційно визнаної християнської церкви в Персії Шахом Яздегердом I в 410 році.[5]